# Мечеть имама ас-Садыка (Эль-Кувейт)

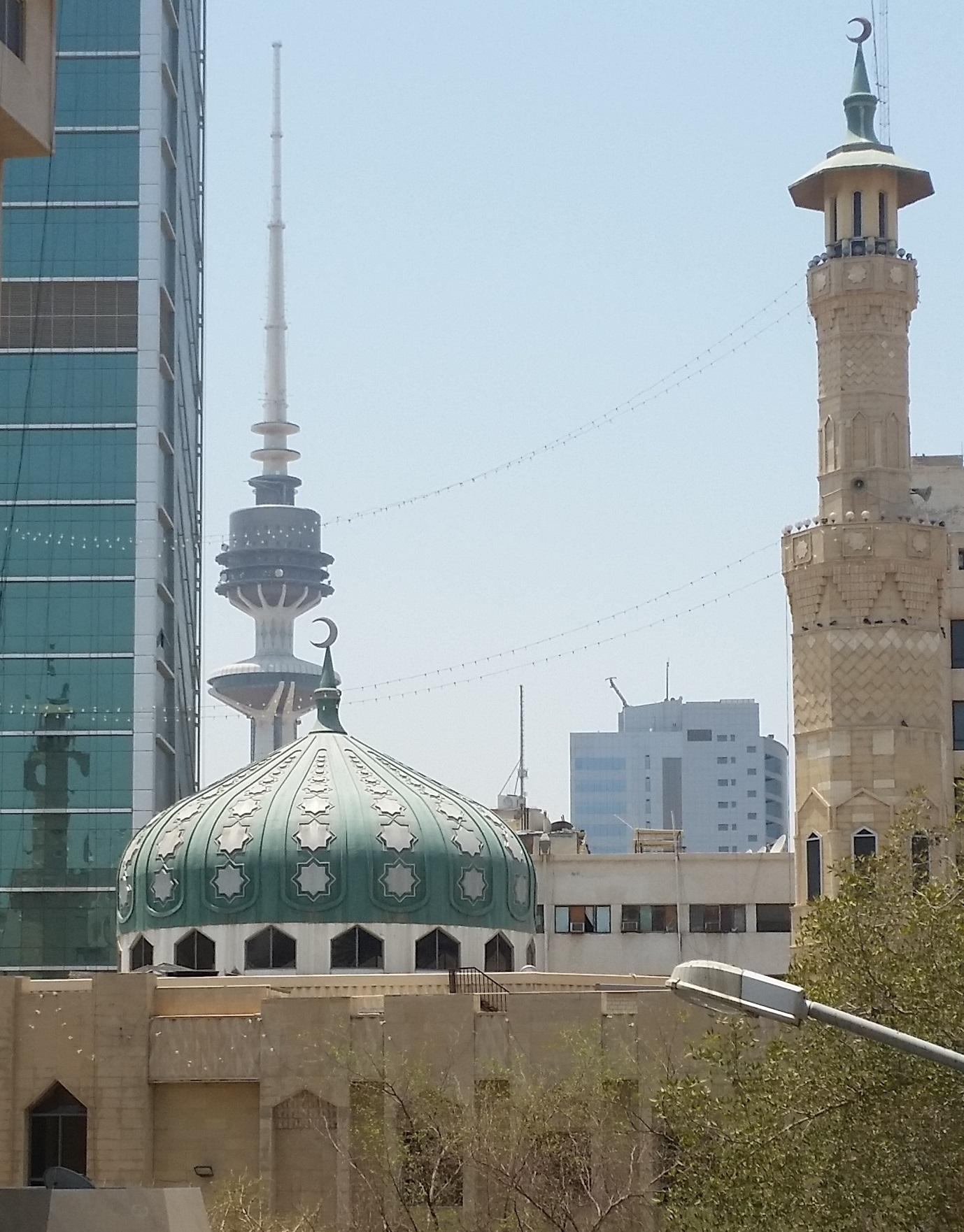

Мечеть имама ас-Садыка (араб. جامع الإمام الصادق‎) — имамитская мечеть в эль-Кувейте (Савабир), в прошлом известная как мечеть аль-хака, аффилирована с марджой Ихкаки. В состав мечети входят:
- Комитет по урокам исламской хаузы (араб. لجنة الدراسات الإسلامية الحوزوية‎) по имени хаузы ан-нурийн ан-нирийн, регулирует исламские уроки в области дина, акыды и шариатских ахкамах, имеются компьютерные курсы и центр для мустабсиров.
- Комитет спонсорской помощи сиротам (араб. لجنة كفالة الأيتام‎)
- Публичная библиотека имени Имама Садыка (араб. مكتبة الإمام الصادق العامة‎).
- Компьютерный центр имени Имама Бакира (араб. مركز الإمام الباقر للكمبيوتر‎)

Также мечеть издаёт свой журнал «Фаджр ас-Садык» (араб. مجلة الفجر الصادق‎) с целью распространения учения рафидитского Ислама, издаваемый с 11 зуль-кайда 1437 года после хиджры в честь дня рождения Имама Риды.

## Теракт
26 июня 2015 подверглась атаке террориста-истишхадия Исламского государства, в результате которого погибли 27 человек и 227 были ранены.